# Abd al-Aziz al-Baluszi
Abd al-Aziz al-Baluszi, Abdulaziz Al-Buloushi (ur. 4 grudnia 1962) – kuwejcki piłkarz, reprezentant kraju, grający na pozycji napastnika.

## Kariera klubowa
Al-Buluszi całą swoją karierę piłkarską spędził w zespole Al Qadsia. W pierwszej drużynie Kazmy zadebiutował w 1980. Wraz z drużyną zdobył Mistrzostwo Kuwejtu w sezonie 1991/92. Al Qadsia z al-Buluszim w składzie zdobyła także Puchar Emira Kuwejtu w sezonie 1988/89. Łącznie w zespole spędził 12 lat, a karierę zakończył po mistrzowskim sezonie 1991/92. 

## Kariera reprezentacyjna
Al-Buluszi zadebiutował w reprezentacji Kuwejtu w 1982 i w tym samym roku został powołany przez trenera Carlosa Alberto Parreirę na Mistrzostwa Świata rozgrywane w Hiszpanii. Na tym turnieju reprezentacja Kuwejtu odpadła w fazie grupowej, a al-Buluszi cały turniej przesiedział na ławce rezerwowych. 
Dwa lata później został powołany do kadry Kuwejtu na Puchar Azji. Turniej zakończył się dla Kuwejtu na 3. miejscu. Ostatni raz reprezentował Kuwejt w 1992. 

## Sukcesy
Kuwejt
- Puchar Azji 1984: 3. miejsce

Al Qadsia
- Mistrzostwo Kuwejtu (1): 1991/92
- Puchar Emira Kuwejtu (1): 1988/89